# Vera Yermoláyeva
Vera Mijáilovna Yermoláyeva (en ruso: Вера Михайловна Ермолаева, Kliuchí, 2 de noviembre de 1893 – cerca de Karagandá, 26 de septiembre de 1937) fue una pintora e ilustradora de libros rusa que formó parte de las artistas de la Vanguardia rusa. 

## Trayectoria
Yermoláyeva sufrió de una parálisis en sus piernas desde la infancia y necesitó ayuda para caminar durante toda su vida. Recibió formación artística de 1911 a 1914 en una escuela privada de arte en San Petersburgo. En 1918 fundó el grupo de artistas Hoy (en ruso: Сегодня/Sevodnia), que publicó los libros hechos a mano con linograbados artesanales al estilo del Lubok ruso. La cooperativa de artistas también incluyó a Natan I. Altman, Yuri P. Annenkow, Nikolái F. Lapschin, Nadezhda Liubavina, E. Turowna y escritores como Alexei M. Remisow. Más tarde, trabajó en la Escuela de Arte del Pueblo de Vítebsk fundada por Marc Chagall en 1918 y, junto con El Lisitski, invitó al artista Kazimir Malévich a trabajar allí como profesor. Estuvo influenciada significativamente por el Suprematismo de Malevich y contribuyó a su uso en las artes aplicadas, especialmente a partir de 1920, cuando se convirtió en directora de la escuela de arte. Fue miembro del grupo de artistas UNOVIS, fundado el 17 de enero de 1930 en Vitebsk. La Primera Exposición de Arte Ruso en Berlín 1922 mostró su decoración (dos figuras) para la ópera Victoria sobre el sol.
En 1922, Yermoláyeva regresó a San Petersburgo junto con Malevich, que fue designado para el Instituto Estatal de Cultura Artística (GINChUK) y trabajó allí hasta 1926 como directora del laboratorio de color. Durante este tiempo volvió a la pintura figurativa. A partir de 1927 desarrolló principalmente libros y revistas infantiles, para la editorial estatal Gosizdat, con el jefe del departamento editorial de ilustración de libros infantiles Vladimir W. Lebedew, para el cual creó ilustraciones para colecciones de poesía de Daniil Jarms, Aleksandr I. Vwedenski y otros. 
Fue arrestada en el curso de las purgas estalinistas en 1934, sentenciada a cinco años de prisión y llevada a un campo de trabajo cerca de Karagandá, donde murió en 1937.